# La Massana
Koordinaten: 42° 33′ N, 1° 31′ O
La Massana ist eine Kleinstadt in Andorra und der Hauptort der gleichnamigen Gemeinde. In der Gemeinde leben 11.785 Einwohner (Stand 31. Dezember 2022).
In etwa 1240 m Höhe gelegen ist La Massana ein bedeutender Tourismusort und von zahlreichen Hotels geprägt. 

## Geografie
Bei La Massana erhebt sich mit 2942 m auch der höchste Gipfel Andorras: der Pic de Coma Pedrosa.

## Kultur
In La Massana findet Ende Juni oder Beginn Juli je nach Wetter die Weihe des Viehs und der Almen statt: Das ist das Fest der Weihe der Berge.

## Sehenswürdigkeiten
- Kirche von La Massana: Die Kirche wurde im Laufe der Zeit stark verändert und besitzt nur noch wenige romanische Bestandteile.
- romanische Kapelle Sant Cristòfor: Die Kapelle findet sich im in der Nähe gelegenen kleinen Ort Anyós.

## Städtepartnerschaften
- Saanen